# Circe (Schach)
Circe ist eine in der Schachkomposition populäre Schachvariante, die 1967 von Pierre Monréal erfunden und ein Jahr später von ihm und Jean-Pierre Boyer veröffentlicht wurde. Boyer wollte die Schachvariante zunächst „les échecs renaissants“ („Wiedergeburtsschach“) nennen, doch Monréals Name, nach der Zauberin Kirke (auch Circe) der griechischen Mythologie, setzte sich durch.
Bei Circe werden geschlagene Steine wiedergeboren, also auf ihrem Wiedergeburtsfeld, in der Schachkomposition gewöhnlich Ursprungsfeld genannt, wieder eingesetzt. Das Wiedergeburtsfeld wird dabei durch Stellungsmerkmale eindeutig festgelegt. Der König ist von der Wiedergeburt ausgenommen.
Da Circe zu langen Partien führen kann, wird es oft als Progressivschach gespielt, wo ein Spieler mehrere Züge nacheinander machen darf, bevor der Gegner an der Reihe ist, und zwar immer einen mehr als der Gegner im vorhergehenden Zug.

## Definition des Ursprungsfelds
- Jede Figur (außer Märchenfiguren) wird auf einem Feld wiedergeboren, auf dem zu Beginn der Partie eine Figur gleicher Art und Farbe aufgestellt war
- Türme, Läufer und Springer werden auf dem Feld wiedergeboren, das die gleiche Feldfarbe hat wie das, auf dem sie geschlagen werden
- Bauern werden in derselben Linie wiedergeboren, in der sie geschlagen werden
- Märchenfiguren werden als durch Umwandlung entstandene Figuren betrachtet und deswegen auf dem letzten Feld der Linie wiedergeboren, in der sie geschlagen werden, also auf der achten (Weiß) bzw. ersten (Schwarz) Reihe
- Falls das entsprechende Feld besetzt ist, findet eine Wiedergeburt nicht statt

Es ist nicht möglich, einen Stein zu schlagen, der nach der Wiedergeburt schach bieten würde. Wiedergeborene Steine werden so behandelt, als hätten sie noch nicht gezogen. So kann ein Bauer wieder den Doppelschritt ausführen und ein Turm für die Rochade benutzt werden.

## Varianten (Auswahl)
- Anticirce: Der schlagende Stein (auch König), aber nicht der geschlagene Stein, wird wiedergeboren. Ein Schlag ist nur möglich, wenn das Wiedergeburtsfeld des schlagenden Steins frei ist. Unterschieden wird zwischen Typ Calvet, bei dem Schläge auf das Wiedergeburtsfeld erlaubt sind, und Typ Cheylan mit dem Verbot derselben. Bauern wandeln vor der Wiedergeburt um, wenn sie die Umwandlungsreihe erreichen. Ein König darf den gegnerischen König auch schlagen, wenn sein Wiedergeburtsfeld angegriffen ist, obwohl dies bei anderen Schlägen ein illegales Selbstschach darstellen würde.
- Circé Assassin: Falls das Wiedergeburtsfeld besetzt ist, wird der Stein auf dem Wiedergeburtsfeld entfernt und die Wiedergeburt wird vorgenommen.
- Circe Couscous: Der geschlagene Stein wird auf dem Wiedergeburtsfeld des schlagenden Steins wiedergeboren.
- Circe rex inclusiv: Auch der König wird wiedergeboren.
- Filecirce: Der geschlagene Stein wird auf derselben Reihe wiedergeboren.
- Kamikazecirce: Der schlagende und der geschlagene Stein werden wiedergeboren.
- Marscirce: Schlagende Steine werden vor dem Schlag wiedergeboren, können also nur von ihrem Wiedergeburtsfeld aus schlagen. Geschlagene Steine verschwinden.
- Paracirce: Wie im Anticirce wird der schlagende statt des geschlagenen Steins wiedergeboren. Es sind jedoch Schläge auch mit besetztem Wiedergeburtsfeld erlaubt und der König darf nicht schlagen.
- Platzwechselcirce: Der geschlagene Stein wird auf dem Feld wiedergeboren, auf dem der schlagende Stein zuvor stand. Könige werden normalerweise nicht wiedergeboren.
- Spiegelcirce: Geschlagene Steine werden auf dem bei Circe gegnerischen Wiedergeburtsfeld wiedergeboren.
- Supercirce: Die Wiedergeburt ist auf jedem beliebigen freien Feld möglich, kann aber auch unterbleiben.

## Circe Schachproblem
|   | a | b | c | d | e | f | g | h |   |
| 8 |   |   |   |   |   |   |   |   | 8 |
| 7 |   |   |   |   |   |   |   |   | 7 |
| 6 |   |   |   |   |   |   |   |   | 6 |
| 5 |   |   |   |   |   |   |   |   | 5 |
| 4 |   |   |   |   |   |   |   |   | 4 |
| 3 |   |   |   |   |   |   |   |   | 3 |
| 2 |   |   |   |   |   |   |   |   | 2 |
| 1 |   |   |   |   |   |   |   |   | 1 |
|   | a | b | c | d | e | f | g | h |   |

CIRCE
Lösung:
Nach 1. Kxg1[Lf8]? (2. Kh1 3. Sxf4[Bf7]#) Lc5+ 2. Kh1 Lg1 steht Weiß wieder am Anfang. Der wSg2 kann sich nicht einfach wegbewegen, sonst würde g2+ dem sK das Feld g3 frei machen. Demnach kommt Weiß mit 1. b3? b4! nicht weiter.